# L'orso bruno
L'orso bruno è il primo album in studio del cantautore italiano Antonello Venditti, pubblicato nel 1973 dalla It.

## Descrizione
Dopo l'esordio in coppia con De Gregori, per via del buon successo radiofonico riscosso dalle canzoni di Venditti (in particolare da Ciao uomo e Roma capoccia), Vincenzo Micocci decide di dargli fiducia, proponendogli la registrazione di un disco da solista, L'orso bruno, che viene pubblicato dalla It nell'aprile del 1973.
Nell'album alcuni autori hanno rilevato una esplicita militanza politica.
De Gregori collabora al disco scrivendo insieme all'amico il testo di L'ingresso della fabbrica; il modello di riferimento è l'Elton John degli inizi, con gli album Elton John e Madman Across the Water e gli arrangiamenti delle canzoni, curati da Vince Tempera, si rifanno esplicitamente al lavoro effettuato da Paul Buckmaster con il cantautore britannico, specialmente nella title track o nella già citata L'ingresso della fabbrica (dove è addirittura presente all'inizio una citazione con il pianoforte di Your Song di Elton John).
Altri brani significativi dell'album sono E li ponti so' soli  (cantata in dialetto romanesco), delicato bozzetto su una vecchia popolana romana, Lontana è Milano, storia di emigrazione (con tanto di citazione nel finale di In The Mood), Sottopassaggio, ritratto di un mendicante cieco, la title track L'orso bruno, chiaramente ispirata ad Indian Sunset dal già citato Madman Across the Water, canzone ambientalista (che infatti gli procurò un concerto per il WWF) e che musicalmente è forse il vertice del disco, e Il mare di Jan, caratterizzata da una lunga coda finale a ritmo di bolero con la citazione nel finale dello slogan del '68 "C'est ne qu'un debut, continuons le combat" (questo è solo l'inizio della nostra lotta).
Il disco è stato registrato negli studi Fonorama di Milano (di proprietà di Carlo Alberto Rossi), ed il tecnico del suono è Bruno Malasoma; la copertina è di Alvise Sacchi, il percussionista dei Blue Morning, prodotti dallo stesso Venditti nel 1973. Tra i musicisti che collaborano al disco da citare gli altri componenti, con Tempera, dei The Pleasure Machine, e cioè il batterista Ellade Bandini e il bassista Ares Tavolazzi.
La canzone E li ponti so' soli verrà reincisa da Venditti nel disco successivo, Le cose della vita, con un nuovo arrangiamento, molto più scarno.

## Tracce
Testi e musiche di Antonello Venditti, eccetto dove indicato.
Lato A
1. E li ponti so' soli – 3:03
2. L'uomo di pane – 5:09
3. L'ingresso della fabbrica – 4:13 (testo: Antonello Venditti, Francesco De Gregori))
4. Lontana è Milano – 4:18
5. L'orso bruno – 4:21

Lato B
1. Il mare di Jan – 7:53
2. Dove – 7:04
3. Sottopassaggio – 4:22

## Formazione
- Antonello Venditti – voce, pianoforte
- Ares Tavolazzi – basso
- Ellade Bandini – batteria
- Gigi Rizzi – chitarra
- Vince Tempera – pianoforte (tracce 7 e 8)